# لیتیم تتراکلروآلومینات
لیتیم تتراکلروآلومینات (به انگلیسی: Lithium tetrachloroaluminate) با فرمول شیمیایی LiAlCl۴ یک ترکیب شیمیایی است. شکل ظاهری این ترکیب، بلورهای سفید است.